# Sandtoft
Sandtoft – wieś w Anglii, w hrabstwie ceremonialnym Lincolnshire, w dystrykcie (unitary authority) North Lincolnshire. Leży 44 km na północny zachód od Lincoln i 235 km na północ od Londynu.